# Nagyítás (film)
A Nagyítás (eredeti cím: Blow-Up) 1966-ban készült angol–olasz filmdráma. Az egyetemes filmtörténet egyik legismertebb és legtöbbet vitatott alkotását Michelangelo Antonioni rendezte Julio Cortázar egyik novellájának ötletéből. Ez volt az olasz Antonioni első filmje, amit külföldön forgatott. A forgatás idején a rendező így nyilatkozott a készülő műről: „Egy nő és egy férfi története, egy szép őszi napon.” A felvételek 1966 áprilisa és júliusa között zajlottak. Az 1967-es cannes-i filmfesztiválon a Nagyítás elnyerte a fődíjat, az Arany Pálmát.

## Rövid történet
Egy divatfotós titokban egy szerelmespárt fényképez egy parkban, és később, a felvétel nagyításakor észreveszi, hogy egy holttest is van a fényképen.

## Cselekmény

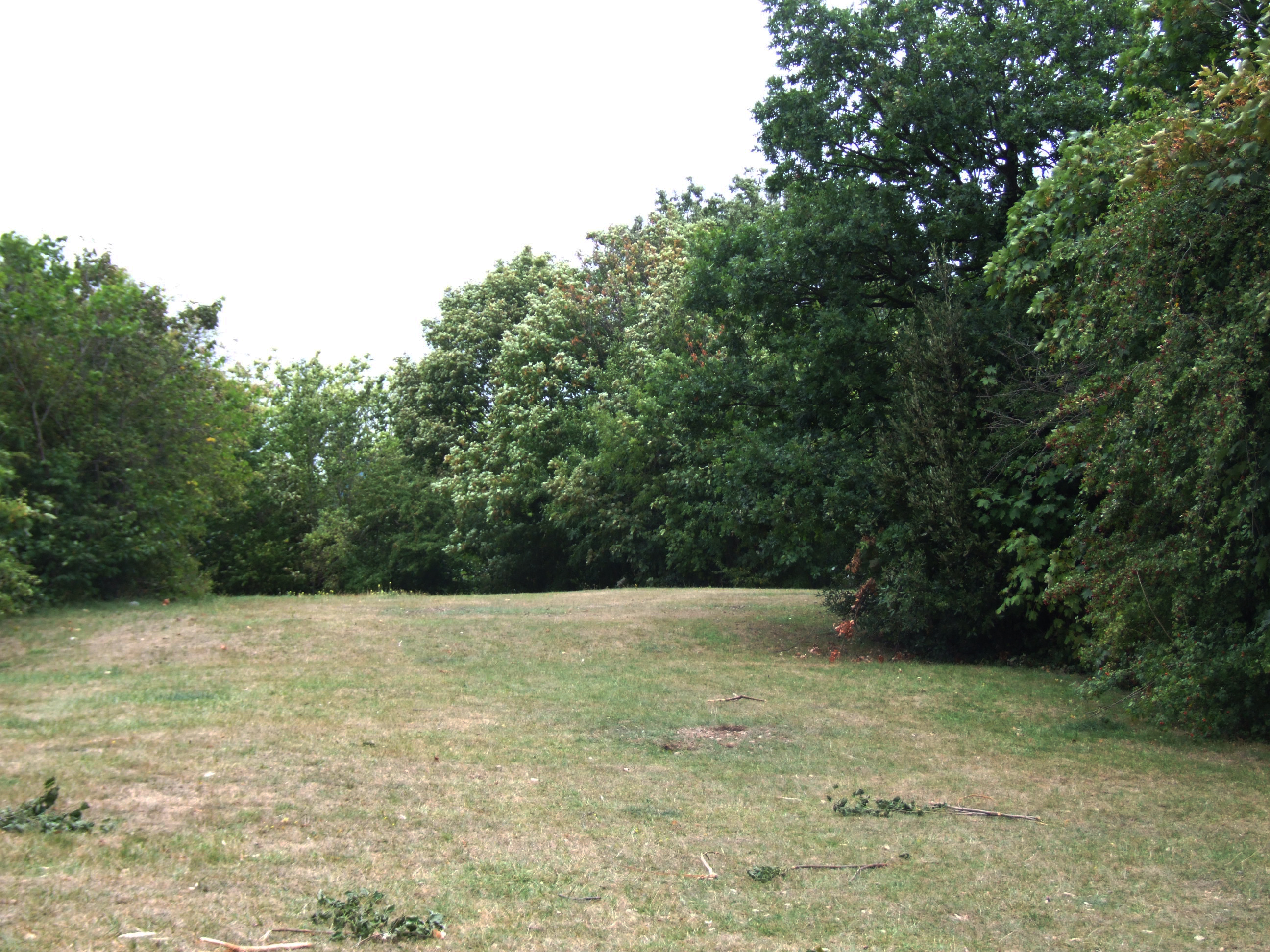
A gyilkosság helyszíne, a londoni Maryon Park

Thomas felkapott londoni divatfotós, ám a sikert és a pénzt jelentő rutinmunka nem elégíti ki művészi becsvágyait. Megpróbál más témákat is megörökíteni: például hajléktalanok közé vegyül egy éjszakai szálláson, és titokban fényképezi őket készülő fotóalbuma számára. A hitelesség érdekében ő is hajléktalannak öltözik, aztán másnap reggel, miután elbúcsúzik tőlük és már nem látják, az elegáns autójával visszakocsikázik jól szituált polgári életébe. A műteremben egy topmodell várakozik rá, aki legalább olyan unott profizmussal végzi munkáját, mint Thomas. A nő szintén máshová és másra vágyódik, bár ezt a vágyakozást inkább a jólét unalma, semmint konkrét célok motiválják. Thomas vele sem túl barátságos, a kezdő modellekkel kifejezetten faragatlan, a modellvilágról ábrándozó két tinédzserlányt meg egyenesen kidobja. Munkája gyors elvégzése után egy parkba megy témát keresni. Felfigyel egy fiatal nőre és egy idős férfire, és kíváncsiságból fotózni kezdi őket. Észreveszik őt, a nő pedig tiltakozni kezd a fényképezés ellen. Thomas megtagadja, hogy átadja neki a filmtekercset. Az elutasítástól a nő szemmel láthatóan idegessé és zavarodottá válik. A fotós ezután egy régiségboltban hirtelen ötlettől vezérelve egy óriási propellert vásárol magának. Később a kiadójával találkozik, hogy megmutassa neki a hajléktalanokról készült képeket.
Lakása előtt megjelenik az ismeretlen parkbéli nő, aki megint a filmtekercset kéri. Thomas érdeklődni kezd a különösen viselkedő nő iránt, aki láthatóan mindenre hajlandó, hogy a filmet megkapja. A férfi eljátszadozik vele, de amikor tudatosul benne, hogy a nő iránta mutatott érdeklődése nem őszinte (ahogyan az övé sem az a lány iránt!), egy másik filmtekercs átadásával lerázza őt. Távozása után hozzálát a rejtélyes filmtekercs előhívásához. A képeken eleinte semmi különöset nem lát, csupán egy meghitt szabadtéri idillt. Aztán az egyik fotón felfigyel egy apró részletre. Nagyítást készít a képről, egészen addig, amíg rá nem döbben arra, hogy egy pisztolyt tartó kezet lát a bokrok között. A lakásba ekkor váratlanul betoppannak a mindenre kapható tinédzserlányok, ám az erotikus hancúrozást követően Thomas kidobja őket. Újabb nagyításokat készít a képekről, és az egyik bokor alatt immár egy holttestet is látni vél. Késő este van már, Thomas mégis visszamegy a parkba, és valóban ott találja a tetemet a bokor alatt: a férfi az, aki délután a titokzatos nővel volt. Hazatérve Thomas feldúlva találja a lakást: a képek eltűntek. Hiába próbálja megosztani drámai felfedezését előbb festő szomszédjával, aztán annak feleségével, végül a kiadójával: konkrét bizonyítékok híján senki nem veszi őt komolyan, mindenki a saját külön világába van bezárva. Reggel már a holttest sincs a parkban, ahol pantomimesek jelennek meg, és teniszjátékot imitálnak. Aztán eljátsszák, hogy egy erős ütés miatt a labda kirepül a pályáról és Thomast küldik utána. A fotós némi habozás után a nem létező labdáért megy, és visszadobja a játékosoknak…

## Szereplők
| Szerep                       | Színész                 | Magyar hangja (1. szinkron) |
| ---------------------------- | ----------------------- | --------------------------- |
| Thomas, a fotós              | David Hemmings          | Felföldi László             |
| Jane                         | Vanessa Redgrave        | Bencze Ilona                |
| Patricia, Thomas felesége    | Sarah Miles             | Szerencsi Éva               |
| Bill                         | John Castle             | Gáti Oszkár                 |
| A szőke tinilány             | Jane Birkin             | Bus Kati                    |
| A barnahajú tinilány         | Gillian Hills           | Málnai Zsuzsa               |
| Veruschka, szupermodell      | Veruschka von Lehndorff | ?                           |
| Ron                          | Peter Bowles            | Kristóf Tibor               |
| Pantomimes                   | Julian Chagrin          | (néma szerep)               |
| A régiségbolt tulajdonosnője | Susan Broderick         | Hűvösvölgyi Ildikó          |
| Fotómodell                   | Melanie Hampshire       | Balogh Emese                |

## Irodalmi háttér
A Nagyítás ötlete Julio Cortázar (1914–1984) Las babas del diablo című novellájából származik, amely 1959-ben jelent meg először. Az argentin író Párizsban élt, és a novella története is ott játszódik. Hőse, Roberto Michel, francia–chilei fordító és amatőr fényképész egy novemberi napon fotótémát keresve kisétált a Saint-Louis-szigetre. Ott felfigyelt egy fiatal srác és egy szőke nő különös kettősére. Michel a fiút ijedtnek látta, és úgy tűnt, a nő nem a srác anyja. A szituáció nyugtalanító volt. A fotós eleinte azt hitte, hogy egy érett asszony próbál fiatal, alkalmi szeretőt fogni magának, vagy játékszert egy másik férfivel folytatandó szexuális kapcsolathoz. Michel fotókat készített a párról, ám ekkor a nő élénken tiltakozni kezdett a fényképezés ellen. A férfi át is adta volna neki a filmtekercset, mert az egész dolognak nem tulajdonított jelentőséget, de a nő követelődző stílusa miatt megmakacsolta magát. Csak pár nap múlva hívta elő a felvételeket. A képeket tanulmányozva döbbent rá arra, mi is történhetett valójában a szigeten, és mi volt a jelentősége a közelben parkoló autónak, amelyben egy férfi ült: a nő alighanem a férfi beteges vágyainak kielégítésére próbálta rávenni a fiúcskát. Antonioni a novellából tulajdonképpen csak a csattanót vette át: egy fotós nagyítás közben figyel fel a képen egy apró részletre, amit a fényképezés pillanatában nem vett észre.

## A világ megismerhetősége
A Nagyítás egyik témája a világ megismerhetőségének kérdése, illetve a művészetek szerepe mindebben. Vajon alkalmas-e a fotóművészet vagy akár a filmművészet a valóság visszatükrözésére, avagy éppenhogy tükörképet adnak, ami már nem azonos magával a valósággal? Az, amit az egyén a körülötte lévő világból érzékel, az vajon egyenlő-e az objektív valósággal vagy annak egy szubjektív – és torz – szűrőn keresztülment egyedi leképezése? Amit Thomas a nagyítások mögött meglát, vajon az igazi valóság vagy csak látszat, a fantázia terméke? S egyébként is, általában a fotók, amelyek mintegy „megkétszerezik” a megörökített személyeket és tárgyakat, egyetlen pillanatnyi állapotot rögzítve róluk, mennyiben alkalmasak a valóság pontos leképezésére, és azon keresztül a világ megismerésére és értelmezésére? Tanulmányok tucatjai szóltak Antonioni és a film ellen vagy éppen mellett, attól függően, hogy ezen írások szerzői saját maguk mit gondoltak a fenti kérdésekről. Sokan szemére vetették a rendezőnek, hogy nem foglal álláspontot e témában, de a vád alaptalan. Antonioni Thomas szemszögén át meséli el a történetet, tehát a világ megismerhetőségét illetően lényegében hőse bizonytalanságát osztja meg a nézővel. Ám a főszereplő személyéhez kötött bizonytalanság nem egyenlő magának a rendezőnek az álláspontjával, melyet Antonioni áttételesen közöl. Mintha azt sugallná, hogy a megismerés relatív fogalom, a dolgok nem ragadhatók ki az összefüggéseikből, máskülönben elvész vagy megváltozik a jelentésük.
Jó példa erre, amikor Thomas műtermét a rablás után látjuk, és már csak egyetlen kép hever a földön. Ez a fotó azonban a többi kép nélkül már nem értelmezhető, csupán fekete-fehér pontok halmaza, hasonlóan ahhoz a nonfiguratív festményhez, melyet a fotós csodált meg szomszédjánál, a festőművésznél. Ezzel összefüggésben említhető a film zárójelenete is, amikor a kamera felfelé emelkedve egyre kisebbnek mutatja a fűben tanácstalanul álldogáló Thomast, aki végül teljesen eltűnik a képről.

## Valóság vagy illúzió, művész vagy iparos?
A 9 évvel korábbi A kiáltás (1957) után a Nagyítás volt Antonioni első filmje, amelyben ismét egy férfi szereplő került a középpontba. A két film közötti Antonioni-művek főszereplői nők voltak – gyakran Monica Vitti megformálásában –, és a rendező vizsgálódásának fókuszában e figurák belső világa állt, illetve az, hogy ezek a nők miként viszonyulnak a többi emberhez. Csak a Vörös sivatagban (1964) került előtérbe a hősnő és az őt körülvevő tárgyi világ kapcsolata. A Nagyítás bizonyos értelemben ezt a művészi látásmódot folytatja, amely egyébként már A kiáltásban is megjelent. Antonioni számára a valóság megismerésében nagyon fontos a közvetítő személye is, tehát annak vizsgálata, hogy Thomas vajon általában alkalmas-e arra, hogy fényképeivel a valóságot közvetítse a többi ember számára. Itt kerülünk szembe egy feszítő ellentmondással: Thomas úgy próbálja meg a valóságot megragadni, hogy ő maga igazából egy nem valós világban él. Környezetében hozzá hasonlóan mindenki felületes ábrándok, fantáziák, kósza vágyak foglyaként menekül a világ realitása elől. Antonioni nagyszerű ötlettel jelzi, hogy a cselekmény egyetlen napja az irrealitás és a realitás mezsgyéjén játszódik: a film elején és végén – mintegy keretet adva a sztorinak – pantomimeseket látunk, akik tulajdonképpen a valóság illúzióját közvetítik. Amikor a befejező jelenetben Thomas visszadobja nekik a nemlétező teniszlabdát, ezzel jelképesen azt is elismeri, hogy ő is rabja e látszatvalóságnak, melyből nem tud kitörni. A figura bizonyos értelemben a Foglalkozása: riporter (1975) főhősét, David Locke-ot előlegezi meg. Mindkettőjükből hiányzik a valódi érdeklődés az őket körülvevő világ iránt, és Locke tulajdonképpen Thomas egy kiégettebb változata. A film elején Thomas érdeklődése a hajléktalanok iránt nem valódi érdeklődés, inkább annak a felismerésnek az eredménye, hogy egy menő fotósnak ilyesmikkel is foglalkoznia kell. Számára a parkbéli képek annak lehetőségét jelentik, hogy kitörjön az irrealitás világából, és valódi művésszé váljon, ám Thomas elszalasztja ezt a lehetőséget, talán alkatilag sem képes erre a változásra. A Foglalkozása: riporterben Locke is munkája személytelen rutinjába fásul bele: számára az identitáscsere jelenti a változás lehetőségét, de Locke éppúgy nem tud élni vele, ahogyan Thomas sem a saját esélyével. Thomas környezete hozzá hasonló irreális figurákkal van tele. Festőművész szomszédja például alighanem ugyanazokat a dilemmákat éli át, mint a fotós, és feleségével való személytelen kapcsolata is hasonló jellemű embert sejtet. A modellek is egy álomvilágban élnek vagy éppen oda vágynak, és ezt adott esetben a kábítószer segítségével érik el. A régiségbolt tulajdonosnője kétszeresen is elvágyódik: egyrészt régiségei által egy másik világot próbál maga köré teremteni, másrészt innen is elvágyódik Nepálba vagy Marokkóba. De éppúgy a valóság szökevényeinek tekinthetjük a rockkoncert közönségét, amely eksztázisban veti rá magát egy széttört gitár darabjaira. Az egyik darab Thomashoz kerül, aki az utcán könnyed mozdulattal dobja el az értéktelenné vált kacatot, melyért pár perce még többen ölre mentek. Antonioni e találó és szellemes képsorral az értékek viszonylagosságára is felhívja figyelmünket.

## Érdekességek
- A barátnők (1955) után a Nagyítás volt az első Antonioni-film, amely irodalmi mű alapján készült.
- Thomas alakját David Bailey és Terence Donovan fotóművészek ihlették.
- Thomas szerepét az akkoriban igen népszerű és tehetséges Terence Stamp játszotta volna, de a forgatás előtt két héttel Antonioni lecserélte őt a nem kevésbé tehetséges, de még ismeretlen David Hemmingsre.
- A parkbéli lány szerepére Antonioni Eva-Britt Strandberg, svéd színésznőt szemelte ki, akire Bo Widerberg akkoriban bemutatott új filmjében (Szerelem '65) figyelt fel. Az MGM illetékesei szerint azonban Strandbergnek „túl nagy” volt az orra, ezért a szerepet Vanessa Redgrave kapta.
- A film egyik jelenetében azokat a képeket láthatjuk, melyeket Thomas a hajléktalanok között készített. Az egyik fotó Julio Cortázart ábrázolja.
- A Nagyítás egyik jelenete egy The Yardbirds-koncerten játszódik. A film a legendás zenekar egyik olyan fellépését örökítette meg, melyen Jimmy Page és Jeff Beck még a csapat tagjai voltak. Antonioni egyébként eredetileg a Velvet Undergroundot szerette volna ebben a jelenetben szerepeltetni.
- A filmből nem tudunk meg semmit az elkövetett bűntényről: ki, kit és miért ölt meg. Antonionit az érdekelte, hogy a bűncselekmény felfedezése hogyan változtatja meg a főhős életét. Hat évvel korábbi filmje, A kaland (1960) egyik szereplője titokzatos módon eltűnt egy kicsiny szigetről, és Antonioni nem adott választ a nézőnek arra, hogy mi történt a lánnyal, hanem a két központi figura történetére koncentrált. Ez az alkotói módszer annak idején még nagy felzúdulást váltott ki, de a Nagyítás hasonló felépítése kapcsán ilyen jellegű felháborodásra már nem került sor. Egyébként mindkét filmet a cannes-i filmfesztiválon mutatták be először.
- Antonioni nem volt megelégedve a fű színével a Maryon Parkban, ezért a számára megfelelő árnyalatúvá festette át a gyepet. Előző filmje, a Vörös sivatag esetében is élt ezzel a módszerrel, amikor a hősnő környezetének bizonyos elemeit átfestette. Egyébként a Nagyításban szereplő kölcsön Rolls-Royce-ot ugyancsak átfestette, fehérről feketére.
- A Nagyítás volt az első nem pornográf film, amely női szeméremszőrzetet mutatott. A dicsőség Jane Birkinnek jutott, aki később Franciaországba települt át, és ott lett igazán elismert színésznő.
- Az MGM fiktív társaságot hozott létre a film forgalmazására Premier Productions néven, hogy elkerülje a cenzúrát.

## Magyar kritikai visszhang
„A Nagyítás ismételten s olyan egyértelműséggel konfrontálja a nézőt a valóság és illúzió problémájával, hogy ennek érintését-megfejtését senki sem mellőzheti. Mégis, az ebben rejlő csábítás ellenére, kétlem, hogy közelebb jutnánk a film megértéséhez, ha ezt egyszerűen és közvetlenül valamely szorosabb filozófiai kérdéskomplexum vagy álláspont megjelölése révén akarnók megtalálni. Ezért érzem legalábbis kevésbé informatívoknak a fenomenológiára vagy a modern tudomány (például a fizika) ismeretelméleti problémáira történő hivatkozásokat. A Nagyítás nem filozófiai tételek cselekményes, képi formában történő illusztrációja, nem filozofikus tartalmú allegória. Mint minden igazi műalkotás esetében, az általános, absztrakt gondolati problematika e műben sem választható le egyszerűen az ábrázolt életanyagról, a megjelenített konkrét emberi magatartásformákról: csak ezekkel való összefüggésében nyeri el valóságos művészi értelmét. E szempontból tehát az a néző, aki »foglalkozását« tekintve véletlenül filozófus, nincs semmiféle helyzeti előnyben senki mással szemben: a film megértését neki is csak ez utóbbiak oldaláról lehet megközelíteni”

(Márkus György: A bizonyosság relációi – Nagyítás. In: Filmkultúra 65/73, Budapest, 1991, Századvég Kiadó, 158–159. oldal)
„Hadd jegyezzem meg, hogy annak idején, amikor 1968-ban bemutatták nálunk a Nagyítást, ifjonti lelkesedésemben minden általam addig látott film legjobbikának kiáltottam ki magamban. Azt hiszem, sok visszavonni valóm azóta sincs ebből, bár pluralistább lett azóta az ízlésem és már nem állítok fel rangsorokat. A Nagyítás először is Antonioni legjobb »története«. Fogadjuk el egy pillanatra Antonioninak azt a sokat hangoztatott állítását, hogy csak történeteket akar elbeszélni ilyen meg amolyan emberekről, nos, ebből a szempontból a Nagyítás remekül megírt, különleges, izgalmas, eredeti történet. […] Antonioni, a filmcselekmény iskolateremtő »elsorvasztója«, az elsők között iktatta újra jogaiba a sztorit, amely azután a hetvenes évek filmjében megint kötelező lett. A Nagyítás továbbá Antonioni legjobban »megcsinált« filmje. Mintha nem is ugyanaz a rendező csinálta volna, aki a Vörös sivatagot két évvel előbb. Nyoma sincs a tendenciózus lassúságnak, remek tempóban halad előre a történet, könnyedén, gazdaságosan, célratörően, merész vágásokkal.”

(Győrffy Miklós: Antonioni – Szemtől szemben. Budapest, 1980, Gondolat Kiadó, 210. oldal)
„Az első gondolat kitörülhetetlen és elhessegethetetlen: hol van az olasz valóság megszállottja, a Kiáltás, Az éjszaka Antonionija? A Pó folyó krónikása? Aki a film hőséhez hasonlóan egy megszállott konokságával ragaszkodott a tényekhez, vagy ahogy mondani szokás, az adott társadalmi valósághoz? Hol van? Döbbenetesen eltűnt, s ehhez a felismeréshez képest semmi az a másik felismerés, hogy a film rafináltan tökéletes tudással készült. Kétségtelen: Antonioni beállt a képzeletükkel teniszezők közé, végleg feladta régi önmagát, s mint akitől ravasz gonosztevők elrabolták a bizonyítékokat, a tények dokumentumait, kecses mozdulatokkal labdázik a fantázia teniszlabdájával a huszadik század rémületes vörös sivatagában. De vajon eredeti-e ez a játék? Semmiképpen, Huxley és Beardsley világa kel itt új életre. Antonioni egy olcsó ponyvamese kommersz szövetébe varrja kincseit, azt a pár remek képsort, amit nagyszerűen megoldott, s nyilván ő is szeret. […] Általában a film teli van az »Új« mindenáron való felvonultatásával és mutogatásával; ez az, amitől már a Vörös sivatag körüli nyilatkozatai után tartani lehetett. Van valami keresett manírosság a film egész szerelmi vonalában, a hancúrozás a lila csomagolópapírban, a szeretkezések hivalkodó enerváltsága. Szinte látom magam előtt az amerikai nézőket, amint a moziból hazamenet rohannak lila csomagolópapírt vásárolni…”

(Nemeskürty István: A kiábrándult Antonioni. In: A filmművészet nagykorúsága. Budapest, 1986, Magvető Kiadó, 283–293. oldal)

## Variáció
15 évvel később Brian De Palma, amerikai rendező a Halál a hídon (1981) című filmjében lényegében a Nagyítás ötletét használta fel. De Palma nem is tagadta a hasonlóságot, melyre a filmcím is utal: Antonioni mesterművének eredeti címe Blowup, De Palma filmjéé pedig Blow Out. Az amerikai film főhőse egy hangmérnök (John Travolta), aki egy idilli estén, egy elhagyatott út mentén magnetofonjával egy közeli baleset hangjait rögzíti. A felvétel visszahallgatása közben felfigyel arra, hogy a kocsi defektjének hangját egy lövés hangja előzi meg. Amíg Antonioni filmjében lényegében semmit nem tudunk meg az elkövetett bűntényről, addig De Palma filmjében a bűnténynek fontos szerepe van a cselekményben. (Maga a bűnügy ötlete Edward Kennedy szenátor nagy botrányt kavart 1969-es autóbalesetén alapul.) Brian De Palma évekkel később kissé szerénytelenül úgy ítélte meg, hogy az ő alkotása jobban állja az idő próbáját, mint Antonioni filmje.

## Fontosabb díjak és jelölések

### Oscar-díj(1967)
- jelölés: Michelangelo Antonioni, legjobb rendező
- jelölés: Michelangelo Antonioni, Tonino Guerra, Edward Bond, legjobb forgatókönyv

### BAFTA-díj(1968)
- jelölés Michelangelo Antonioni, legjobb brit film
- jelölés Carlo Di Palma, legjobb brit operatőr
- jelölés Assheton Gorton, legjobb brit művészeti vezető

### Cannes-i filmfesztivál(1967)
- Arany Pálma

### Golden Globe-díj(1967)
- jelölés, legjobb angol nyelvű külföldi film

### Ezüst Szalag díj(1968)
- díj Michelangelo Antonioni, legjobb rendező (külföldi film kategóriában)